# Michael Aichhorn
Michael Aichhorn (* 16. März 1949 in Wien; † 18. Juli 2008 ebenda) war ein österreichischer Theatermacher, Theaterschauspieler und Künstler.

## Leben
Michael Aichhorn studierte an der Wiener Universität für angewandte Kunst in der Meisterklasse für Malerei sowie an der Malschule am Goetheanum in Dornach im Kanton Solothurn in der Schweiz. Im Jahr 1990 gehörte er zu den Begründern des Wiener UnterhaltungsTheaters (WUT). Von 1997 bis 1999 spielte er in der Fernsehserie Kaisermühlen Blues die Nebenrolle des „Dr. Semmel“.
Aichhorn starb im Alter von 59 Jahren in seiner Wiener Wohnung nach längerer und schwerer Krankheit.

## Filmografie (Auswahl)
- 1991: Die Strauß-Dynastie (Strauss Dynasty) (Fernsehmehrteiler)
- 1991: Tatort – Telefongeld (Fernsehreihe)
- 1995: Kommissar Rex (Fernsehserie, eine Folge)
- 1997: SOKO 5113 (Fernsehserie, eine Folge)
- 1997–2000: Kaisermühlen Blues (Fernsehserie, 13 Folgen)
- 2000: Medicopter 117 – Jedes Leben zählt (Fernsehserie, eine Folge)